# Tryon (Oklahoma)
Tryon – miasto w Stanach Zjednoczonych, w stanie Oklahoma, w hrabstwie Lincoln.